# 柏林附加協定
《柏林附加協定》（英語：Berlin Plus agreement）是歐洲聯盟和北約於2002年12月16日簽訂的一整套綜合協議的簡稱，這些協議基於北約1999年華盛頓峰會的結論，也稱為「CJTF機制」，並允許歐盟在自己的維和行動中使用北約的軍事資產。

此地圖擁有歐盟或北約資格的國家，
只有歐盟資格
只有北約資格
同時擁有歐盟與北約資格

## 內容
柏林附加協定主要有七個主要部分：
- 北約-歐盟安全協定，涵蓋根據互惠安全保護規則交換機密資訊。
- 確保獲得北約規劃能力以進行歐盟主導的危機管理行動。
- 北約資產和能力可用於歐盟領導的危機管理行動，例如通訊單位和指揮部。
- 北約資產和能力的釋出、監控、歸還和召回程序。
- 欧洲盟军最高副司令的職權範圍和北約的歐洲司令部選擇權。
- 協調一致且互補能力要求的安排，特別是將歐盟領導的軍事行動中可能需要的軍事需求和能力納入北約的防衛規劃。
- 歐盟和北約在歐盟領導的集體管理組織利用北約資產和能力的背景下進行諮詢安排。

## 執行
歐盟使用北約資產須遵守「優先受讓權」，也就是除非北約不想獨立行動，歐盟才可國際危機中獨立行動，還有歐盟使用資產必須得到北約國家的一致批准。
- 2003年，歐盟派出歐盟康考迪亞部隊至前南斯拉夫馬其頓共和國接管北約的同盟和諧行動，保護歐盟和歐洲安全與合作組織監督奧赫里德框架協定的實施。土耳其對此行動持保留態度，使歐盟的佈署推遲五個多月。

- 2004年，歐盟發起歐盟駐波士尼亞與赫塞哥維納部隊，接手即將終止的北約波士尼亞與赫塞哥維納穩定部隊，執行《岱頓和平協定》的軍事項目並維持安全的環境。